# 231 Dywizja Piechoty (III Rzesza)
231 Dywizja Piechoty (niem. 231. Infanterie-Division) – niemiecka dywizja z czasów II wojny światowej, sformowana przez dowództwo Landwehry w Norymberdze na mocy rozkazu z 26 sierpnia 1939, w 3. fali mobilizacyjnej w XIII Okręgu Wojskowym.

## Struktura organizacyjna
- Struktura organizacyjna w październiku 1939 roku:

302., 319. i 342. pułk piechoty, 231. pułk artylerii, 231. batalion pionierów, 231. oddział rozpoznawczy, 231. oddział przeciwpancerny, 231. oddział łączności;
- Struktura organizacyjna w czerwcu 1940 roku:

302., 319. i 342. pułk piechoty, 231. pułk artylerii, 231. batalion pionierów, 231. oddział rozpoznawczy, 231. oddział przeciwpancerny, 231. oddział łączności, 231. polowy batalion zapasowy;

## Dowódcy dywizji
- Generalleutnant Hans Schönhärl VIII 1939 – 2 VIII 1940;